# Tahir ibn Ahmad
Malik Tahir ibn Ahmad, en algunes obres antigues apareix com Al-Zahir ibn Ahmad, (+1403) fou un príncep jalayírida, fill d'Ahmad ibn Uways.
El seu pare li va encarregar la defensa de la fortalesa d'Alinjak, on els jalayírides guardaven part del tresor; Tahir s'havia burlat públicament de la coixesa de Tamerlà i aquest volia venjança. La fortalesa fou assetjada durant anys (1387 a 1401) per forces timúrides; els assetjants van construir una muralla exterior que rodejava Alinjak i impedia sortir i entrar a la fortalesa i Tahir estava a la vora de la rendició. A més tenia un conflicte amb el governador del castell Altun, que havia fet una sortida per anar a buscar provisions i en la seva absència Tahir va fer matar el seu germà. Altun a la tornada es va trobar que les portes de la fortalesa havien estat capturades per les tropes de Tímur i que hi havia una situació difícil; valorant correctament la situació, Amir Altun va atacar les tropes de Timur per darrere i els va derrotar. Durant la batalla, les tropes de Timur van patir grans pèrdues i dos dels quatre emirs van morir. Altun volia entrar a Alinjak però aleshores Malik Tahir va donar ordre de impedir-ho, Amir Altun es va veure obligat a anar a la ciutat de Marand on el governant el va arrestar i executar i va enviar el seu cap a Timur per tal d'enfortir els seus vincles amb ell; quan la notícia va arribar a Timur, va assassinar el governant de Marand i li va confiscar el seu domini per haver assassinat un tal heroi.
En revenja per l'atac de Miran Shah a Shaki (1398), Sherif Ali Arlat i el rei de Geòrgia, que eren aliats, van enviar un contingent a l'Azerbaidjan, assolant la regió a l'entorn d'Alinjak, alleujant la situació de Tahir ja que Sanjar, que dirigi el setge en aquell moment, el va haver d'aixecar i després va haver d'anar a Tabriz a retre comptes al virrei timúrida Miran Shah; els georgians van poder entrar aleshores a la fortalesa i reunir-se amb Tahir. Miran Shah i va enviar el seu fill Abu Bakr Mirza amb alguns amirs per impedir-ho però els georgians foren mes ràpids i van poder sortir amb Tahir, deixant al comandament a Hajji Salih i tres oficials (iznaurs) georgians. En la seva tornada a Geòrgia, el contingent es va trobar amb una part de l'exèrcit que venia de Tabriz que era notablement inferior i no va poder evitar la batalla. El príncep Abu Bakr en l'enfrontament, va matar d'una fletxa a Sherif Ali Arlat de Shaki, però tot i aquesta baixa els georgians van derrotar els enemics que es van haver de retirar; el mateix Abu Bakr només es va salvar per la fugida. Miran Xah va caure de cavall a finals de 1398 i va començar a actuar de manera estranya. El fracàs a Alinjak combinat amb els maltractaments que Miran Xah feia a la seva dona Khan Zade i amb la seva afició a beure vi, i tota la seva actuació estrafolària després de la caiguda, van provocar la seva deposició (1399).
En un kurultai celebrat el 1400 es va decidir fer guerra contra els infidels. Tot seguit l'exèrcit de Tamerlà va avançar cap a la frontera de Geòrgia i va enviar un emissari amb una carta pel rei Jordi VII o Giorgi VII (al que Yazdi anomena Gurguin) en què li exigia entregar al príncep jalayírida Tahir ibn Ahmad, rescatat d'Alanjik; el rei georgià va respondre amb evasives i finalment l'emissari va retornar sense haver obtingut res. La ira de Timur fou notable i va ordenar entrar a Geòrgia (març de 1400) i devastar el país. Al príncep Tahir ibn Ahmad el rei georgià el va enviar a refugiar-se amb el sultà otomà Bayazid I (on també s'havia refugiat el seu pare Ahmad ibn Uways el 1401).
El 1402, quan Tamerlà ja havia abandonat l'Iraq, el sultà Ahmad i el seu fill Tahir es van acomiadar de Bayazid I a Cesarea (Kayseri) i es van dirigir a la seva antiga capital Bagdad. Van creuar l'Eufrates i va arribar a Hit i d'allí a Bagdad que estava arrasada. Van recollir a tots els seus partidaris i es van dedicar a restaurar Bagdad. Però Timur en va tenir notícies i va enviar quatre destacaments per camins diferents per aniquilar aquest rebrot abans que agafés força. Pir Muhàmmad ibn Úmar Xaykh fou enviat a Luristan, Khuzistan i Wasit; Abu Bakr Mirza a Bagdad; Sultan Husayn Mirza i Khalil Sultan a diversos llocs de Caldea (a grans trets l'Iraq al sud de Bagdad) i l'amir Ali Burunduk fou enviat amb moltes tropes a assolar l'Alta Mesopotàmia (Iraq al nord de Bagdad) i castigar sobretot als kurds que no paraven de fer atacs aïllats. Abu Bakr i Jahan Xah Bahadur es van presentar a Bagdad i van bloquejar tots els accessos. Ahmad ibn Uways fou sorprès completament; va fugir en camisa, amb el seu fill Tahir ibn Ahmad i alguns soldats, va pujar a un vaixell i es va dirigir a Hilla. Al dia següent Jahan Shah el va empaitar però ja Ahmad havia marxat a la zona del baix Èufrates i no els va voler seguir tant lluny.
Ahmad es va retirar altre cop cap al govern del seu fill Tahir ibn Ahmad a Hilla, on el general Agha Firuz era en qui realitat tenia el control d'aquest govern de Tahir. Firuz i fins i tot Tahir desconfiaven d'Ahmad. Tahir es va quedar a Hilla quan Ahmad va seguir cap al sud i van tenir un consell amb els diversos amirs, com Muhammad Beg governador d'Ormi, Mir Ali Kalender, Mikhail, Farrakh Shah, i van decidir desconèixer al sultà. A la nit van passar el riu pel pont i van acampar a l'altre costat. Quan Ahmad va arribar i es va fer càrrec de la situació, va fer destruir el pont i va avançar paral·lel al riu; va enviar un missatge al seu vell aliat Kara Yusuf dels kara koyunlu, que fugint de la guerra a Anatòlia, havia arribat a Hit o Bayan-Hit; Kara Yusuf va acudir amb les seves tropes i junts van passar el riu; l'exèrcit de Kara Yusuf i les forces d'Ahmad es van llençar sobre els rebels liderats pel seu fill Tahir ibn Ahmad, que foren derrotats. Tahir va intentar fugir però en la seva fugida, al saltar un riu amb el seu cavall i les seves armes, va caure i es va matar. Les seves tropes es van dispersar. Kara Yusuf va ocupar Hilla i Ahmad, desconfiant de Kara Yusuf, va tornar a Bagdad.